# El Progreso, Villa Sola de Vega
El Progreso är en ort i Mexiko.   Den ligger i kommunen Villa Sola de Vega och delstaten Oaxaca, i den sydöstra delen av landet, 400 km sydost om huvudstaden Mexico City. El Progreso ligger 1 672 meter över havet och antalet invånare är 224.
Terrängen runt El Progreso är huvudsakligen kuperad, men åt sydost är den bergig. El Progreso ligger nere i en dal. Runt El Progreso är det mycket glesbefolkat, med 7 invånare per kvadratkilometer. Närmaste större samhälle är San Antonio Huitepec, 10,6 km nordost om El Progreso. I omgivningarna runt El Progreso växer i huvudsak blandskog.